# Partició de disc

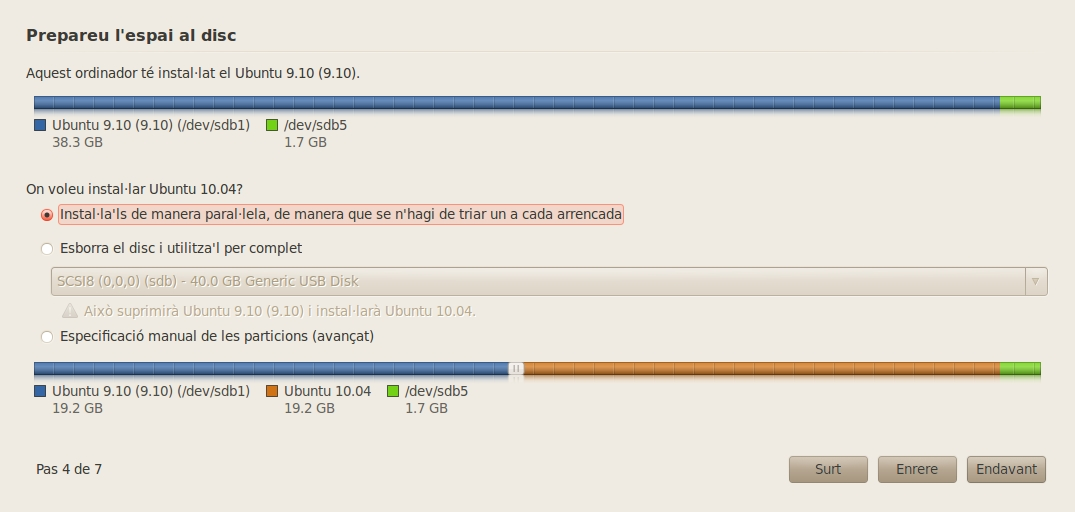
Instal·lació del Ubuntu 10.4 mostrant les particions d'un disc dur.

En microinformàtica, una partició és un tros d'un disc dur on es pot fer la instal·lació d'un sistema de fitxers. La partició és la divisió d'un disc dur real (maquinari) en un o diversos discs virtuals (programari).
Cada partició té el seu sistema de fitxers, que llavors permetrà emmagatzemar les dades.
Cal recordar que el fitxer és la més petita entitat lògica d'emmagatzematge en un disc. Per exemple, per parlar d'una partició acollint un sistema de fitxers FAT32, es parla de «partició FAT32».
Un disc pot contenir una o diverses particions. Quan conté múltiples particions, aquestes apareixen al sistema operatiu com a discs (o «volums») separats. A Windows, en general, tindrà diferents lletres d'unitat (C:, D:, etc.). A Mac OS, solen aparèixer cadascuna amb la seva pròpia icona a l'escriptori. Sota UNIX, són amagades dels usuaris finals; als fitxers s'hi accedeix a través de l'arbre de fitxers (així com els dispositius físics), però són visibles a través de diversos ordres administratives, especialment aquells que mostren punts de muntatge (mount, df).
Es designa com a «partició d'arrencada» (de vegades, per abús del llenguatge, «partició primària») la que pren el control a l'arrencada, que conté o no el sistema operatiu.
Un disc dur pot ser dividit entre diferents arquitectures. Això proporcionarà la partició MBR (partició d'Intel) per a la majoria de les ordinadors personals (PC) o GPT per a les noves arquitectures (Macintosh, Linux i els futures PCs).

## Identificadors de partició
En un equip tipus PC, un identificador associat a cada partició permet conèixer a priori quin tipus de sistema de fitxers conté. Aquest identificador ocupa un byte, amb la taula de correspondències següents:
| Identificació | Desenvolupador         | Descripció                               |
| ------------- | ---------------------- | ---------------------------------------- |
| 0x00          | IBM                    | Partició buida                           |
| 0x01          | Microsoft              | FAT 12                                   |
| 0x02          | Microsoft & SCO        | Xenix root                               |
| 0x03          | Microsoft & SCO        | XENIX usr                                |
| 0x04          | Microsoft              | FAT 16 amb una mida < 32 MiB             |
| 0x05          | IBM                    | Partició estesa                          |
| 0x06          | Compaq                 | FAT 16 amb una mida ≥32 MiB              |
| 0x07          | Microsoft              | HPFS o NTFS                              |
| 0x08          | IBM                    | AIX                                      |
| 0x09          | IBM                    | AIX bootable                             |
| 0x0A          | Microsoft & IBM        | OS/2 Boot Manager                        |
| 0x0B          | Microsoft              | Windows 95 FAT 32                        |
| 0x0C          | Microsoft              | Windows 95 FAT 32 amb LBA                |
| 0x0E          | Microsoft              | Windows 95 FAT 16 amb LBA                |
| 0x0F          | Microsoft              | Partició estesa amb LBA                  |
| 0x10          | Aliança AIM i Taligent | OPUS                                     |
| 0x11          | Microsoft              | FAT 12 oculta                            |
| 0x12          | Compaq                 | Partició de diagnòstic Compaq            |
| 0x14          | Microsoft              | FAT 16 oculta                            |
| 0x17          | Microsoft              | HPFS oculta o NTFS oculta                |
| 0x1B          | Microsoft              | FAT 32 oculta                            |
| 0x1C          | Microsoft              | FAT 32 oculta amb LBA                    |
| 0x1D          | Microsoft              | FAT 16 oculta amb LBA                    |
| 0x78          | Geurt Vos              | XOSL (carregador del sistema de fitxers) |
| 0x82          | GNU/Linux              | Linux swap space o Solaris               |
| 0x83          | GNU/Linux              | Qualsevol sistema de fitxers Linux nadiu |
| 0x85          | GNU/Linux              | Linux estès                              |
| 0x86          | Microsoft              | FT FAT 16 llegat                         |
| 0x87          | Microsoft              | FT NTFS llegat                           |
| 0x88          | GNU/Linux              | Linux (text)                             |
| 0x89          | GNU/Linux              | Linux LVM                                |
| 0x8B          | Microsoft              | FT FAT 32 llegat                         |
| 0x8C          | Microsoft              | FT FAT 32 llegat amb LBA                 |
| 0x8E          | ??                     | Linux LVM                                |
| 0xA5          | ??                     | BSD Slice                                |
| 0xDA          | ??                     | Dades en brut (sense sistema de fitxers) |
| 0xDF          | TeraByte Unlimited     | BootIt                                   |
| 0xEB          | Be, Inc.               | BFS (BeOS o Haiku)                       |
| 0xEF          | Intel                  | EFI                                      |
| 0xFB          | VMware                 | VMware VMFS                              |
| 0xFC          | VMware                 | VMware VMKCORE                           |
| 0xFD          | GNU/Linux              | Linux RAID auto                          |